# De Bergson à Thomas d'Aquin
De Bergson à Thomas d'Aquin est un livre du philosophe français Jacques Maritain, publié aux Éditions de la Maison Française en 1944. Il s'agit d'un recueil organisé d'articles qui portent sur la métaphysique et la morale d'Henri Bergson, sur la philosophie de la religion et sur la théologie de Thomas d'Aquin.

## Contexte
Jacques Maritain avait déjà publié un ouvrage sur Henri Bergson en 1914, La Philosophie bergsonienne. Il propose une lecture et une critique aristotélico-thomiste de la philosophie bergsonienne.
Trois principaux ouvrages de Bergson avaient été mis à l'Index  en 1914 : l’Essai sur les données immédiates de la conscience (1889), Matière et mémoire (1896), et L'Évolution créatrice (1907).

## Contenu
Les deux premiers chapitres sont entièrement consacrés à Bergson : « La Métaphysique de Bergson » et « La Morale de Bergson ».